# Corriente 2.ª Sección
Corriente 2.ª Sección es una localidad del municipio de Nacajuca ubicado en la subregión centro del estado mexicano de Tabasco.

## Geografía
La localidad de Corriente 2.ª Sección se sitúa en las coordenadas geográficas 18°09′06″N 92°58′40″O / 18.151667, -92.977778, a una elevación de 10 metros sobre el nivel del mar.

## Demografía
Según el Conteo de Población y Vivienda 2020, efectuado por el Instituto Nacional de Estadística y Geografía, la localidad de Corriente 2.ª Sección tiene 364 habitantes, de los cuales 177 son del sexo masculino y 187 del sexo femenino. Su tasa de fecundidad es de 2.25 hijos por mujer y tiene 93 viviendas particulares habitadas.
| Gráfica de evolución demográfica de Corriente 2.ª Sección entre 1970 y 2020 |
|                                                                             |
| INEGI.                                                                      |